# Зелене (Білгород-Дністровський район)
Зеле́не (у минулому — Страсбург II) — село Маразліївської сільської громади у Білгород-Дністровському районі Одеської області, Україна. Населення становить 83 осіб.

## Населення
За переписом населення 2001 року в селі мешкали 83 особи.

### Мова
Розподіл населення за рідною мовою за даними перепису 2001 року:
| Мова       | Кількість | Відсоток |
| ---------- | --------- | -------- |
| українська | 76        | 91.57%   |
| російська  | 6         | 7.23%    |
| болгарська | 1         | 1.20%    |
| Усього     | 83        | 100%     |